# Caldisphaera
Genre
Espèces de rang inférieur
- Caldisphaera draconis
- Caldisphaera lagunensis

Caldisphaera est un genre d'archées de la famille des Caldisphaeraceae.